# Geschiedenis van de visteelt

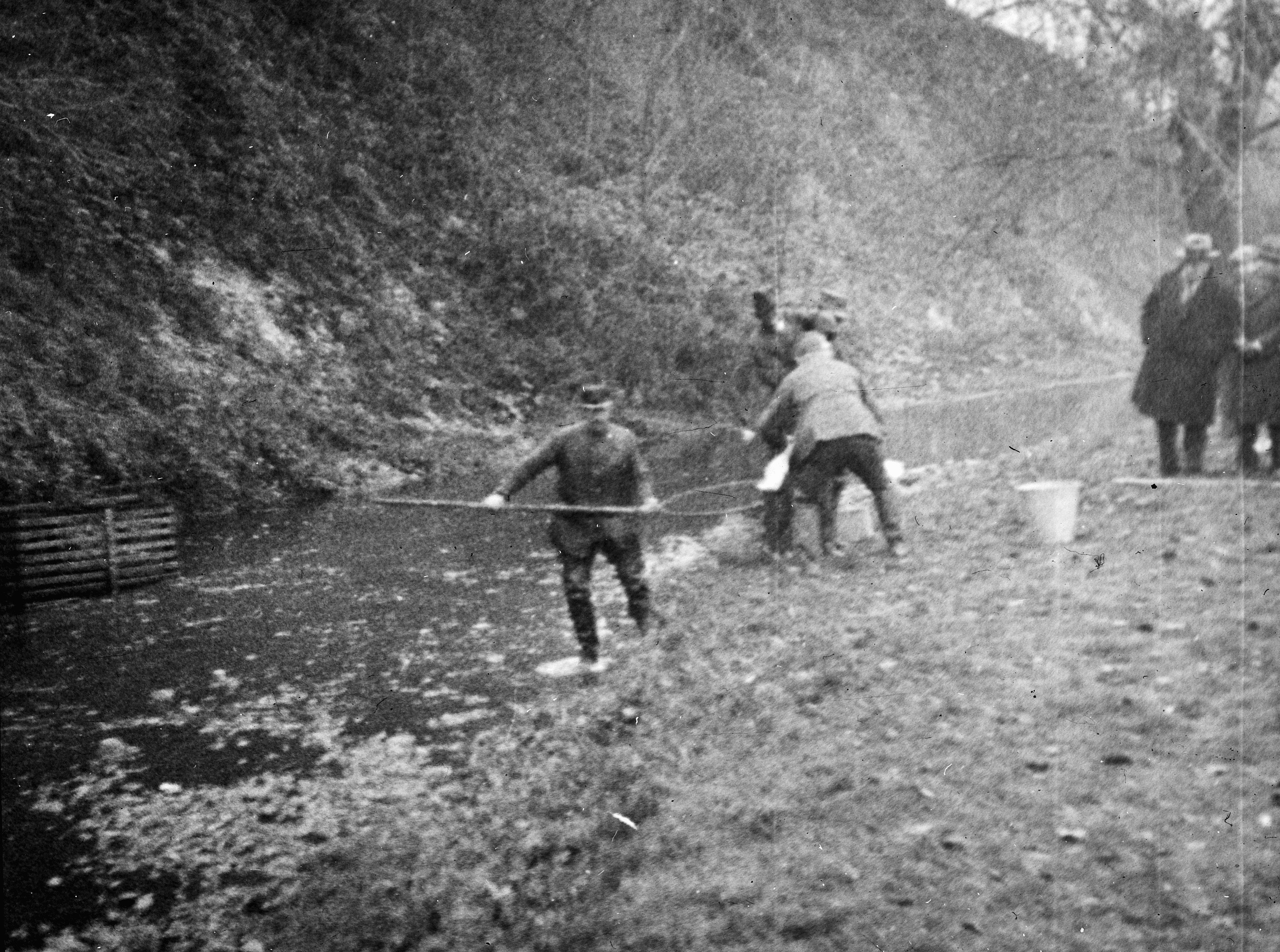
Op jacht naar geslachtsrijpe zalm

Er wordt in de 21e eeuw wereldwijd op grote schaal vis geteeld. Uit de geschiedenis van de visteelt blijkt dat al duizenden jaren op diverse plaatsen op aarde het principe daarvan bekend was. In alle werelddelen zijn er sporen van ontdekt. De uitvinding (of heruitvinding) van de kunstmatige bevruchting van viseieren leidde vanaf de tweede helft van de 19e eeuw tot steeds omvangrijkere bedrijfsmatige visteelt.

## Korte omschrijving visteelt

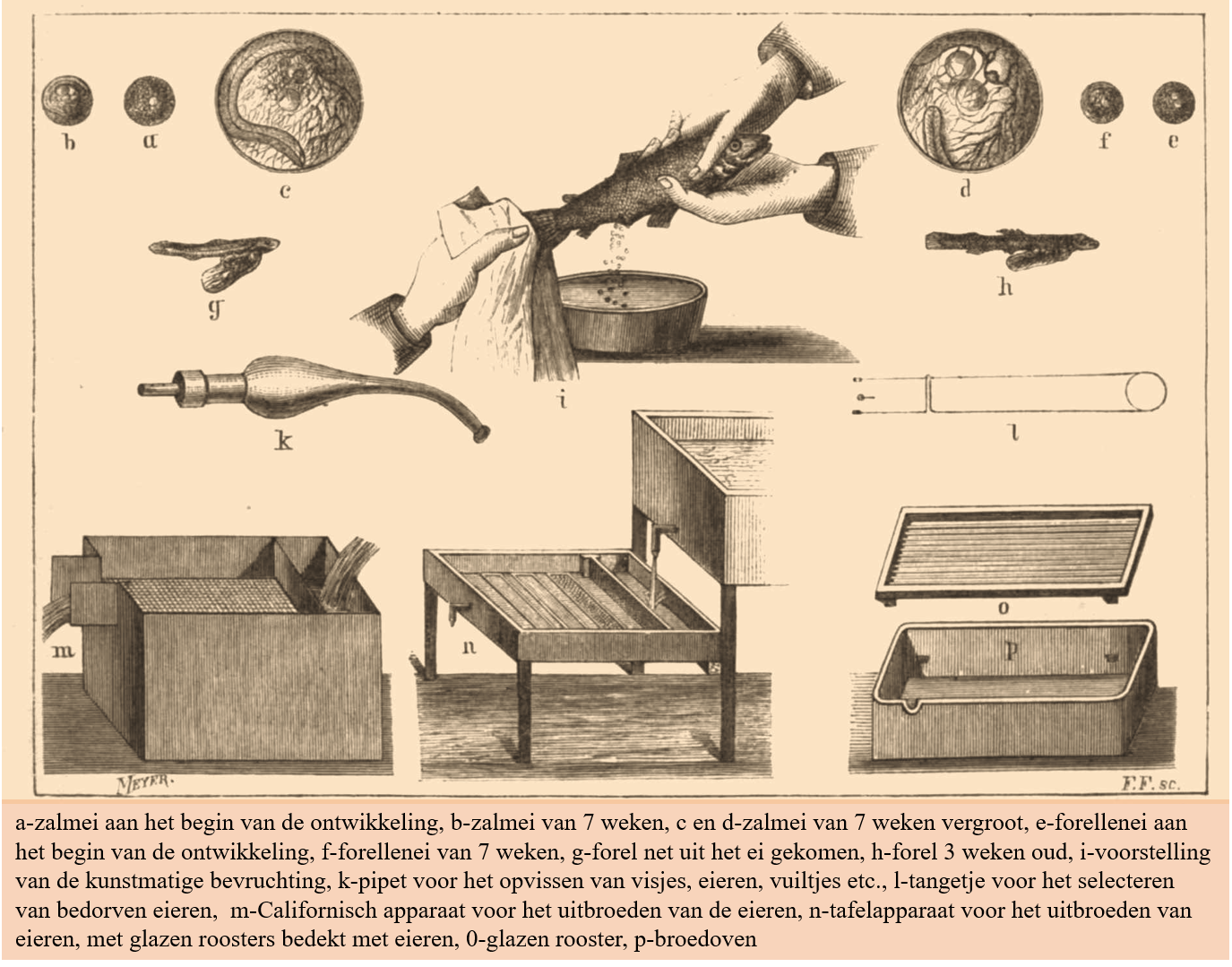
De apparaten in gebruik bij de visteelt in Hüningen in 1871

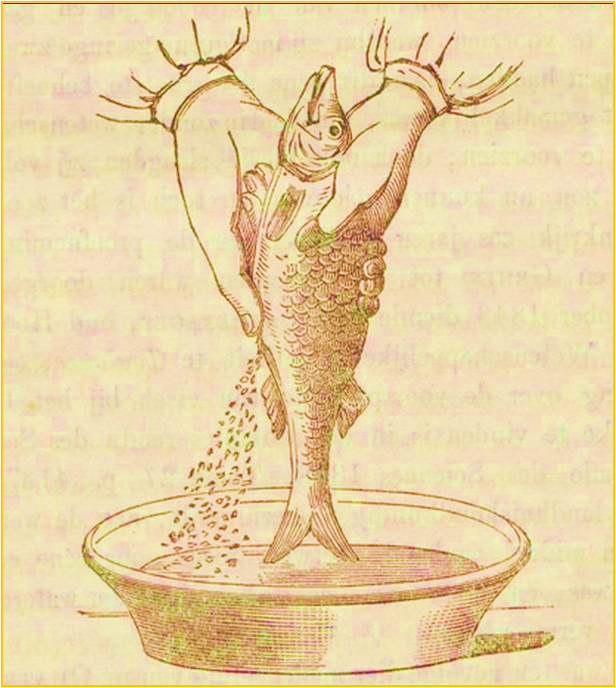
Kuit wordt uit een vis gewreven in een schaal met hom

Visteelt is het laten groeien van vis in een gecontroleerde omgeving.

De geteelde vis kan jong worden uitgezet in het vrije water als pootvis om de visstand op een bepaald niveau te brengen, of kan in een systeem van kweekvijvers doorgroeien tot hij groot genoeg is voor de markt als voedsel of als siervis.

De teelt kan starten met gevangen jonge ondermaatse vis of met bevruchte viseitjes.

Bevruchte viseitjes ontstaan in de natuur als geslachtsrijpe mannelijke vissen (hommers) en vrouwelijke vissen (kuiters) paaien. De bevruchte eitjes kunnen worden verzameld en overgebracht naar kweekvijvers met stromend water, waar de jonge visjes worden geboren. De bevruchte eitjes kunnen ook in een gecontroleerde omgeving op natuurlijke wijze ontstaan door geselecteerde teeltvissen in een paaivijver te laten paaien.
Voor kunstmatige bevruchting wordt van geselecteerde teeltvissen eerst hom en kuit met zachte druk uit de hommers en kuiters gestreken en daarna bijeen gebracht onder zodanige omstandigheden dat er bevruchte viseitjes ontstaan. Het uitbroeden van de bevruchte eitjes kan gebeuren in visvijvers of in broedhuizen. In beide gevallen moet er stromend water uit beek of rivier doorheen worden geleid.
Vanaf de tweede helft van 19e eeuw is op basis van de kunstmatige bevruchting de visteelt uitgegroeid tot een grootschalige industrie.

## Oudste geschiedenis
In veel delen van de wereld zijn vroege vormen van visteelt ontdekt.
In het zuidoosten van Australië zou men omstreeks 4580 BCE het hele jaar door een bepaalde aalsoort hebben kunnen eten door de vis in een natuurlijk waterbassin te bewaren en te laten groeien. Chinezen hielden zich al omstreeks 3500 BCE bezig met visteelt van de gewone karper. Het Brits Museum heeft een Chinees document uit 475 BCE waarin de methode wordt beschreven. In Indiase documenten van omstreeks 300 BCE wordt verwezen naar visteelt.
Egyptenaren zouden al omstreeks 1500 BCE handel hebben gedreven met gekweekte vis.
Van de Romeinen en de Chinezen zijn er berichten uit de eerste eeuwen van onze jaartelling dat er visteelt werd bedreven. De Romeinen legden visvijvers aan, onder andere voor de productie van garum, een saus van de gefermenteerde ingewanden van de gekweekte vissen. De Romeinen legden ook visvijvers aan in de door hen veroverde gebieden.
Karel de Grote gaf voorschriften uit over de manier waarop boeren op de keizerlijke meierijen de vijvers moesten onderhouden en over het meest geschikte tijdstip waarop de vissen uit de vijvers moesten worden gehaald voor de verkoop. Vermoed wordt dat daarna in Europa de belangstelling ervoor enige tijd is teruggelopen. In de late middeleeuwen zou in China de visteelt met natuurlijk bevrucht kuit vooral gericht zijn op karpers en goudvissen.
Het Calusa-volk aan de westkust van Florida bestond voornamelijk uit jagers en vissers en wist zich tussen 1000 en 1500 te ontwikkelen tot een groot rijk dat zich bijna uitsluitend met vis en schelpdieren voedde, die ze bewaarden in grote bassins.
In een Javaans wetboek (Kutara Manawa) van omstreeks 1400 worden straffen beschreven op het stelen uit visvijvers, zowel zoetwater- als zeewatervijvers. Men neemt daarom aan dat er in de Indonesische archipel ‘van oudsher’ aan visteelt werd gedaan.
In Europa werden in de late middeleeuwen vooral bij kastelen en kloosters visvijvers aangelegd. De populaire gekweekte vissen in de Middeleeuwen waren brasem, snoek en kopvoorn. Zo had het klooster van Groot-Bijgaarden in 1399 een vijver voor jonge karpers en een vijver voor grotere karpers. In 1667 ververste men bij kasteel Oost in Oud-Valkenburg het water van de visvijvers vanuit de Geul.
De methode van kunstmatige bevruchting is beschreven in 1420 en het (opnieuw) uitvinden ervan werd toegeschreven aan de monnik Dom Pinchon van de Benedictijnse abdij van Réome (nu Moutiers-Saint-Jean) bij Montbard.

## 18e en 19e eeuw
Rond 1750 hielden diverse personen in Zweden, Duitsland en Frankrijk zich bezig met pogingen viseieren kunstmatig te bevruchten. De Zweed Carl Friedrich Lund (raadsheer in Linköping) schreef in 1761 een verhandeling over de voortplanting van diverse vissoorten in binnenlands water en over de beste manier om hun bevruchte kuit te verzamelen en uit te broeden. In het graafschap Lippe lukte het Stephan Ludwig Jacobi en hij publiceerde erover in 1763. O.a. in Duitsland, Schotland en Zwitserland werden daarna ook succesvolle proeven gedaan met kweken van vis na kunstmatige bevruchting, maar die leidden verder niet tot serieuze bedrijfsmatige visteelt.
De Franse visser Joseph Remy zocht omstreeks 1840 naar een oplossing voor de aanzienlijke vermindering van het aantal forellen in zijn visgebied in de Vogezen. Hij was niet op de hoogte van eerdere proeven en experimenteerde op grond van zijn eigen ervaring en kennis over de voortplanting van forellen. In 1840 lukte het hem het kunstmatige bevruchte kuit uit te broeden in een ronde blikken trommel met gaatjes, die hij in stromend water plaatste. Het leverde jonge visjes op die hij als pootvis uitzette.
In 1844 werd de waarde van deze methode erkend door de overheid van de Vogezen. Visser Remy en herbergier Antoine Gehin maakten er samen een industrieel bedrijf van. Na enkele jaren was de forellenvisstand in de rivieren en beken in de Vogezen sterk verbeterd en dit succes werd ook in andere landen bekend.
Zowel in Europa als in Amerika werden al snel viskwekerijen gebouwd. In 1852 besloot de Franse regering een grote viskwekerij in Huningue (Elzas) te bouwen. Kort daarna volgden in Zuid-Duitsland de steden Freiburg im Breisgau en München. Vanaf 1853 begonnen in de Verenigde Staten particulieren met het bevruchten van eieren van salmoniden. Seth Green begon in Caledonia (New York) een kleine kwekerij en werd de leidende deskundige van de Noord-Amerikaanse visteelt en velen volgden zijn voorbeeld. Later ontwikkelden deze kwekerijen zich tot grote forellenbedrijven die consumptieforellen produceerden.
In 1871 ging de Russische viskweker Wladimir Paulovitsch Wrasski de zogenoemde droge bevruchting toepassen: hij voegde water pas toe na menging van hom en kuit. Dit werd als een verbetering beschouwd.
De handel in viseieren leidde er vanaf 1875 toe dat over de hele wereld vissoorten werden uitgewisseld. Zo ging bijvoorbeeld de edelkarper van Duitsland naar Amerika en Amerika bracht de bronforel naar Europa en Japan.
Bij de zalm was de kunstmatige bevruchting vooral gericht op het in stand houden van de soort, die werd bedreigd omdat overal in de wereld de paaiplaatsen onbereikbaar werden of verdwenen.
Het kweken van zeevis (schol, schar, bot, kabeljauw, schelvis en wijting) lukte eind 19e eeuw in Schotland uit bevruchte eitjes, die door paaiende teeltvissen waren geproduceerd in de bassins van de viskwekerij Dunbar. Het bleek van groot belang te zijn dat in die bassins de natuurlijke omgeving van de betreffende vissen zo goed mogelijk werd nagebootst: grond, planten, watertemperatuur e.d. Als het verschil met de natuur te groot was lieten de kuiters het kuit niet los.

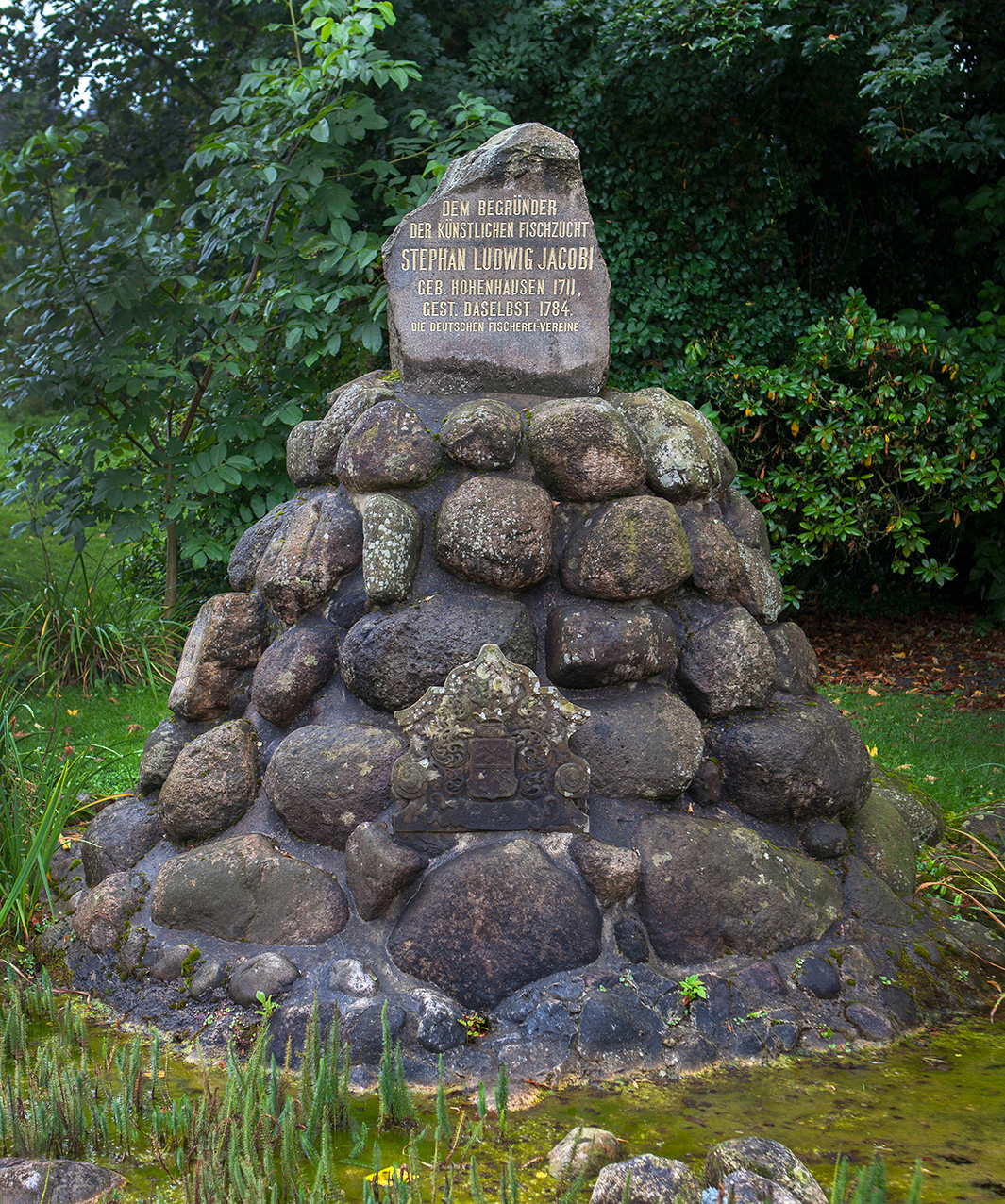
Gedenkteken voor Stephan Ludwig Jacobi in Hohenhausen
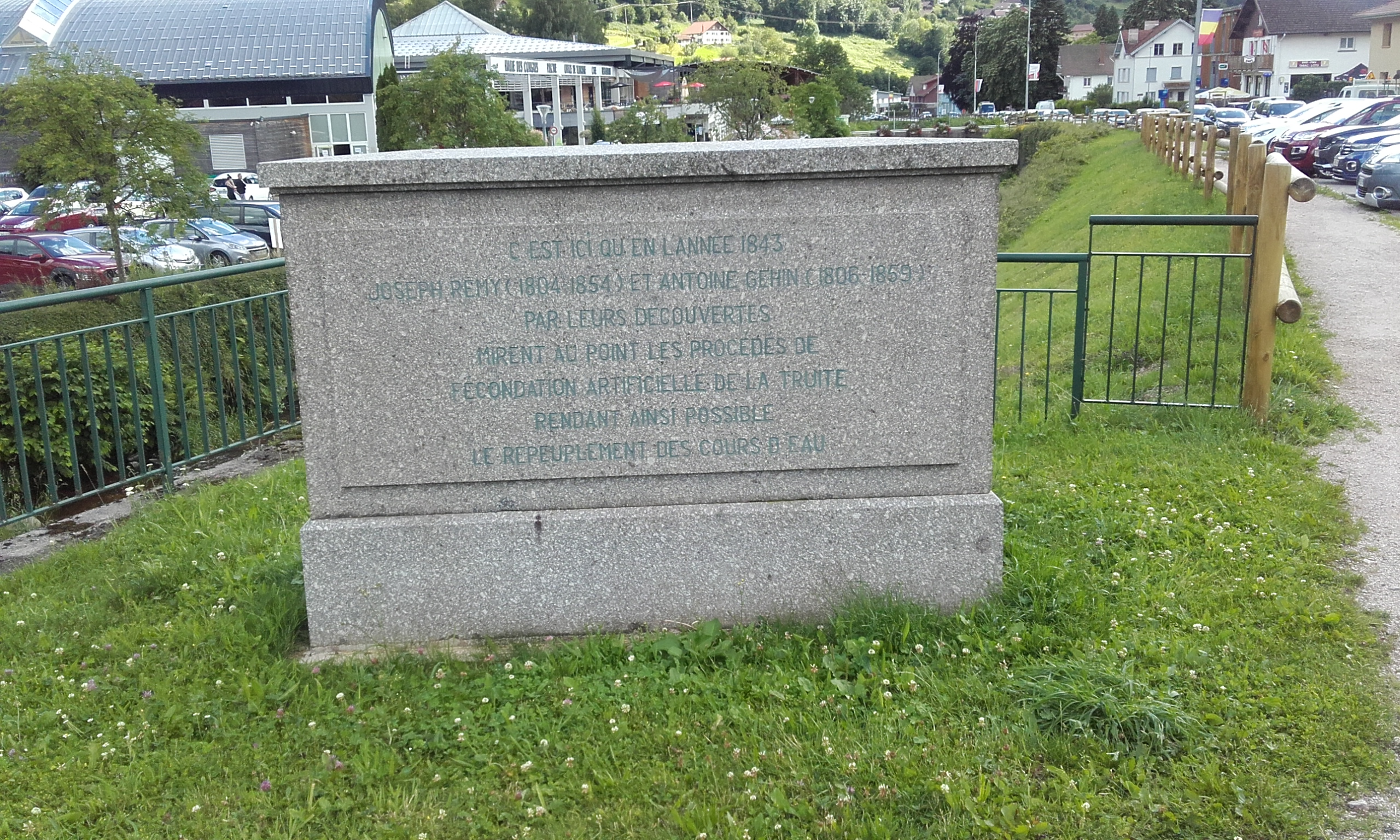
Gedenkteken in La Bresse voor Joseph Rémy et Antoine Géhin
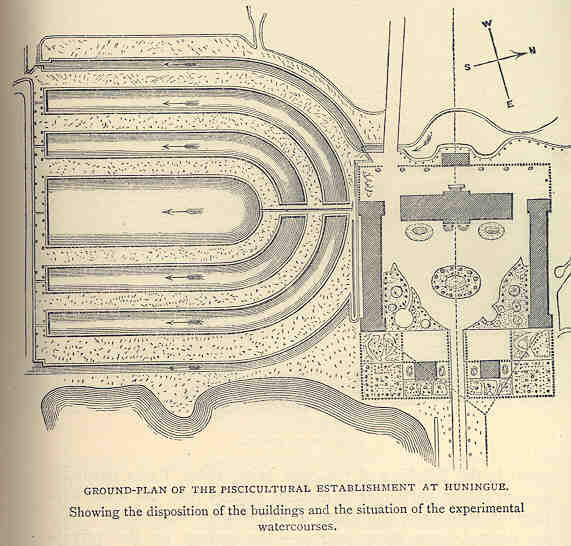
Plattegrond van de viskwekerij bij Huningue, de gebouwen en de waterlopen.
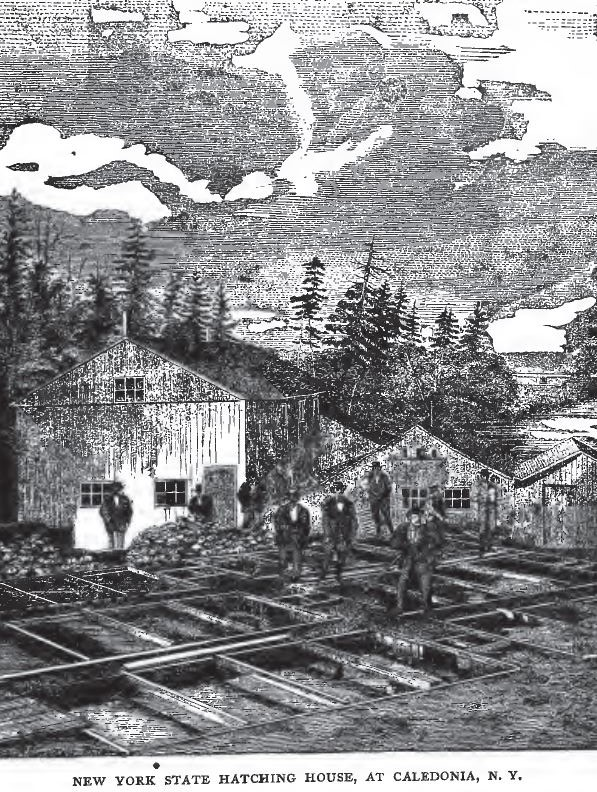
Caledonia N.Y., viskwekerij (1879)
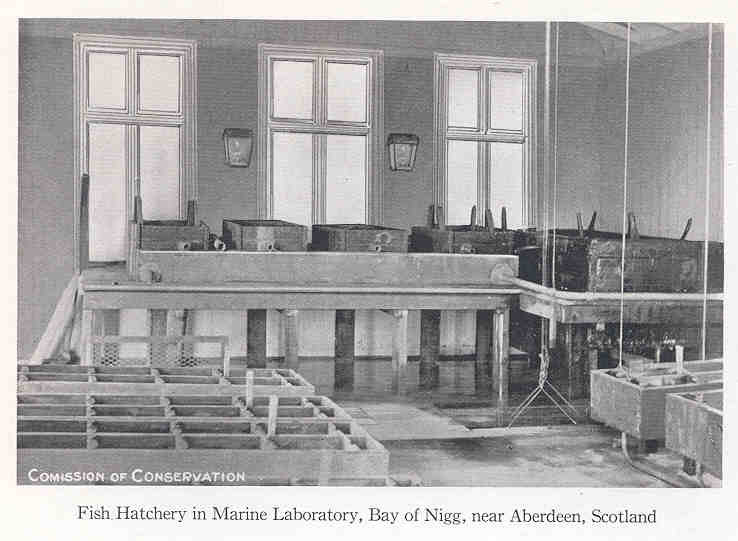
Zeeviskwekerij in laboratorium, bij Aberdeen.

## Visteelt in Nederland
In Nederland werd in 1852 een commissie benoemd met de opdracht een ‘inrichting voor kunstmatige visteelt’ te maken in het Koninklijk Park op het Loo, naar het Franse voorbeeld. Ook bij Huis ten Bosch en in Artis werden op kleien schaal proeven genomen. Het plan voor een staatskwekerij ging niet door. In plaats daarvan werd een stuk van de IJsselrivier bij Velp verpacht aan de particuliere firma J. A. Op de Macks & Co.
Er bleken problemen te zijn met oude visrechten van anderen. Op de Macks wist de eigenaar van het landgoed Biljoen te interesseren voor zijn plannen. Hij kon een stuk van de Biljoense uiterwaarden pachten en begon daar in 1871 een succesvolle zalmkwekerij.
Rond 1896 ontstond in Nederland het idee dat de kunstmatige visteelt een mogelijke bron van inkomsten voor landbouwers kon zijn. Daarom ging de in 1888 opgerichte Nederlandse Heidemaatschappij, kortweg Heidemij, zich vanaf 1897 ook bezighouden met de ontwikkeling en verbetering van de zoetwatervisserij. In 1899 vormde de Heidemij een afzonderlijke Hoofdafdeling Zoetwatervisserij, met als doel de bevordering van de zoetwatervisserij in het algemeen en in het bijzonder de aanleg van visvijvers in Nederland. Al meteen ging de afdeling zich ook bezighouden met het kweken van vis voor die vijvers. De eerste proef met edelkarpers in de vijvers van Kasteel De Cannenburch slaagde en de eenjarige vissen werden uitgezet in poldervaarten. De volgende stap was het telen van de goudwinde, een siervis voor parkvijvers. Na het succes met de karpers ging men door met het telen van snoekbaars en zeelt.
Voor het verbeteren van de visstand in de rivieren en beken werden zalmen geteeld. De ontwikkeling van hun viseieren gebeurde in een broedhuis. In beken werden forellen uitgezet, waardoor ook sportvissers aan hun trekken kwamen.
Na veertig jaar, in 1928, had de Heidemij ongeveer 145 hectare aan visvijvers in de omgeving van Vaassen, Valkenswaard, Gulpen en Arnhem en broedhuizen in Gulpen, Arnhem en Emst.
De afsluiting van een groot deel van de Zuiderzee door de Afsluitdijk in 1932 had een muggenplaag tot gevolg. Ter bestrijding daarvan werden er in 1936 zo’n 200.000 gekweekte karpertjes van een week oud uitgezet in het IJsselmeer. Zij lusten graag de muggenlarven die op het water dreven. Het resultaat bleef bescheiden.
In 1964 werd door de Organisatie ter Verbetering van de Binnenvisserij (OVB) een grote viskwekerij in Oost Flevoland in gebruik genomen. Daar lag 170 hectare aan productievijvers. De teelt was in eerste instantie gericht op pootsnoek en pootkarper vooral ten behoeve van de op dat moment zo’n 600.000 sportvissers. Toen in 1972 het complex van totaal 220 hectare officieel werd geopend waren er inmiddels een miljoen sportvissers. In de jaren 1980 vormde zich in de buurt van de viskwekerij een kolonie van ongeveer 25.000 aalscholvers, die zich tegoed deden aan de kweekvis. De OVB stelde de staat aansprakelijk voor de schade, omdat die de groei van de kolonie had bevorderd. In 1991 kreeg de OVB eens schadevergoeding en daarmee kon men de kwekerij sluiten en in Valkenswaard opnieuw beginnen.

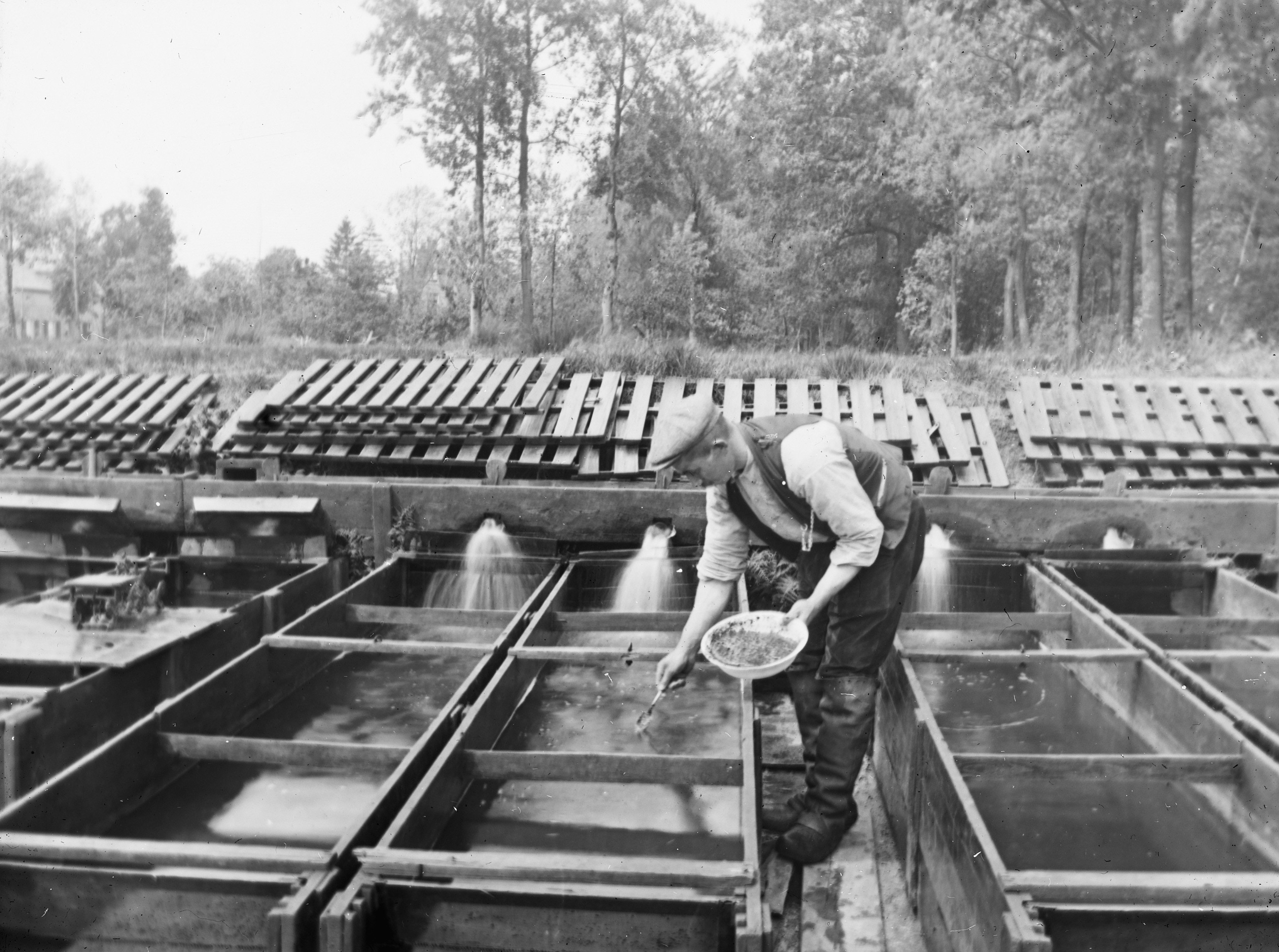
Voedering broed
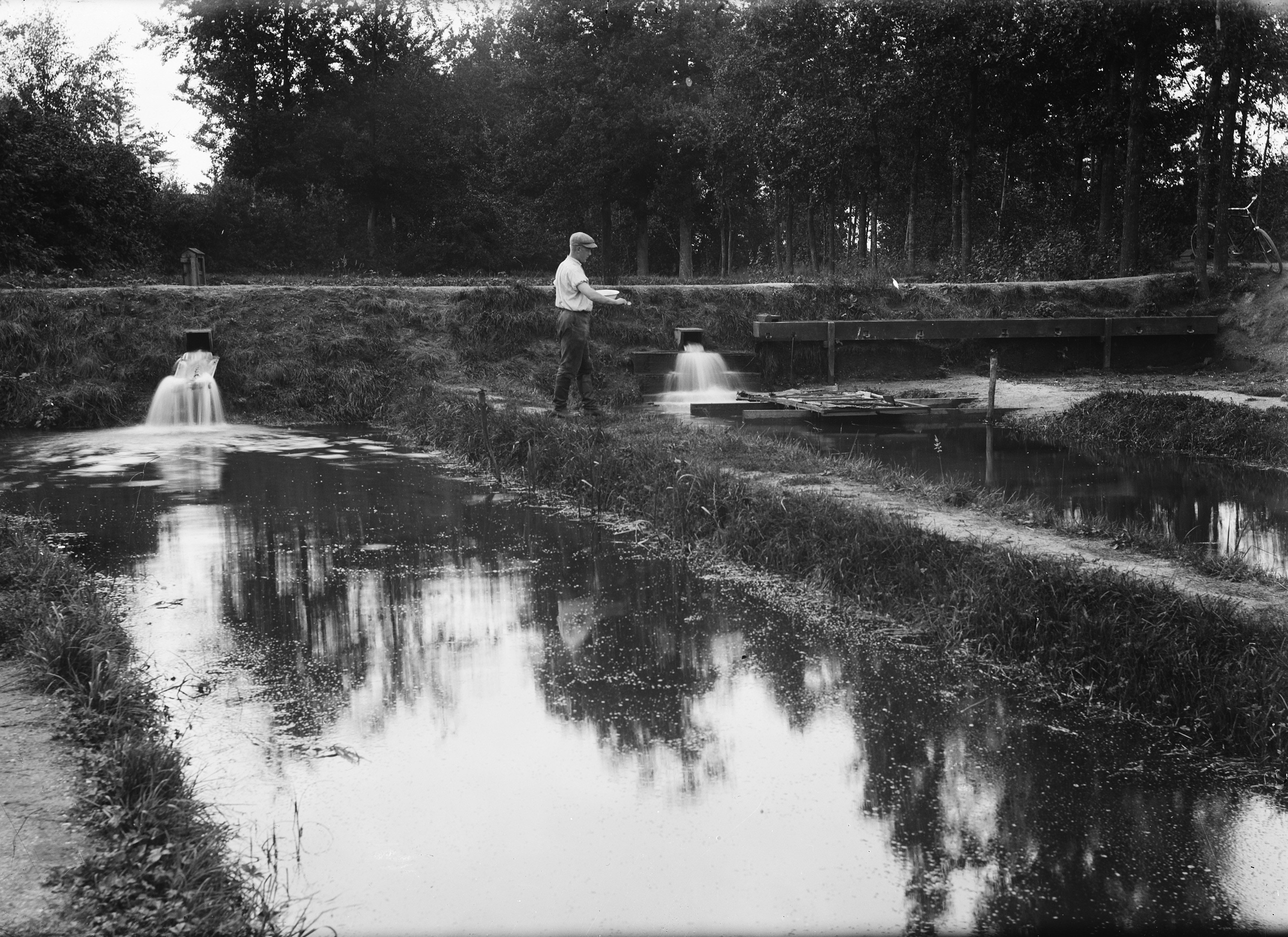
Voederen visjes in de vijvers
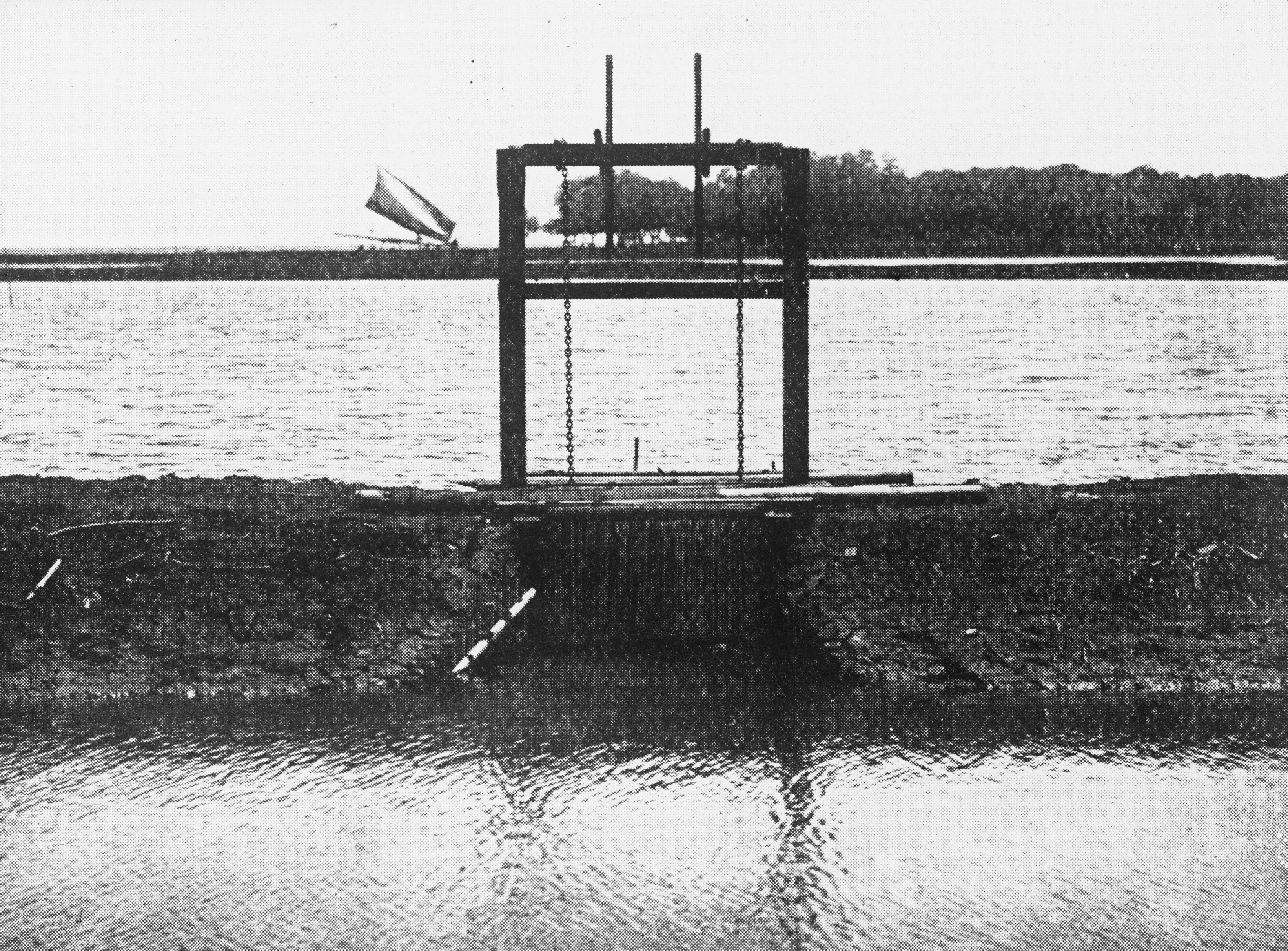
Vijversluisje
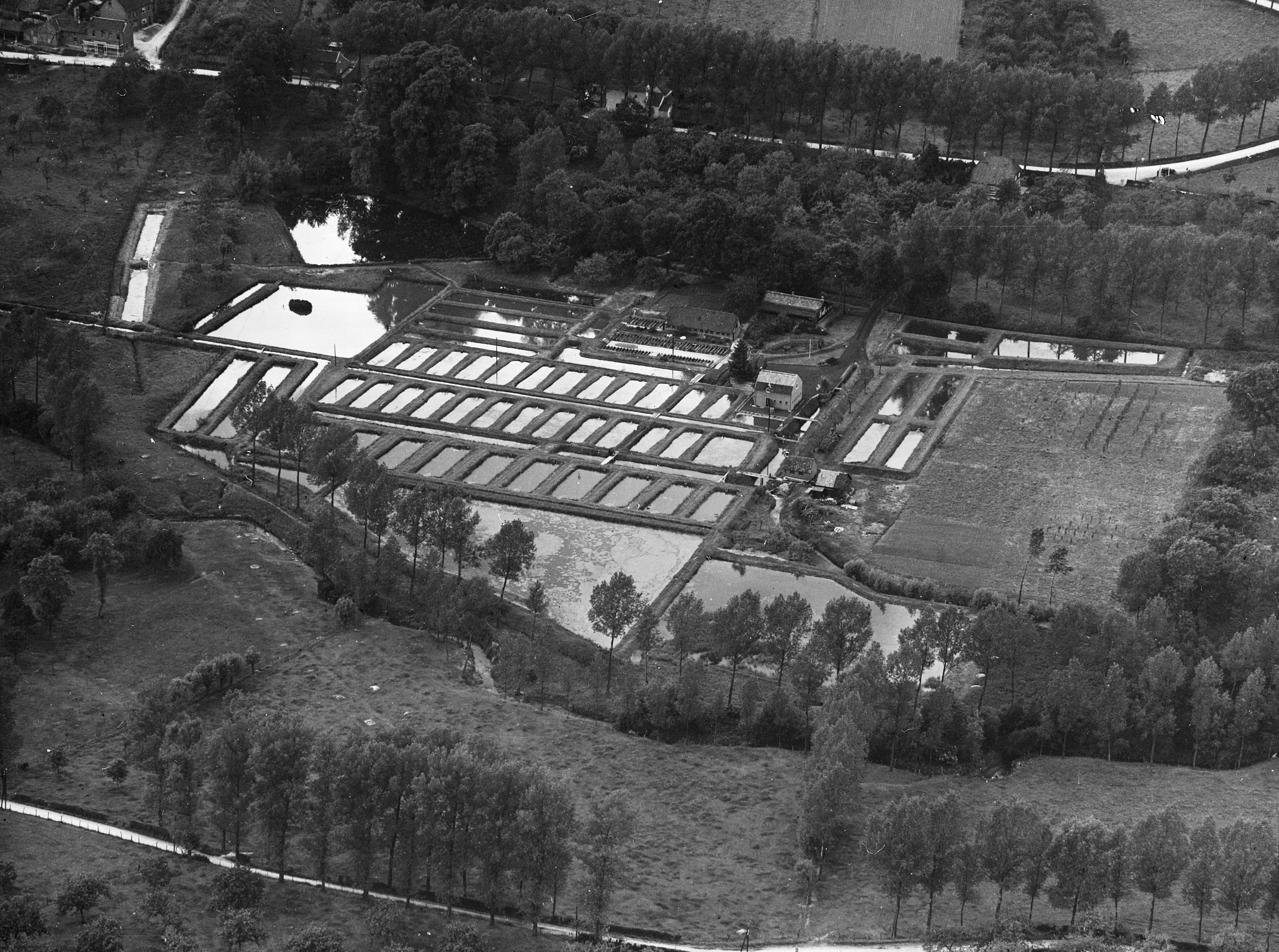
Overzicht viskwekerij
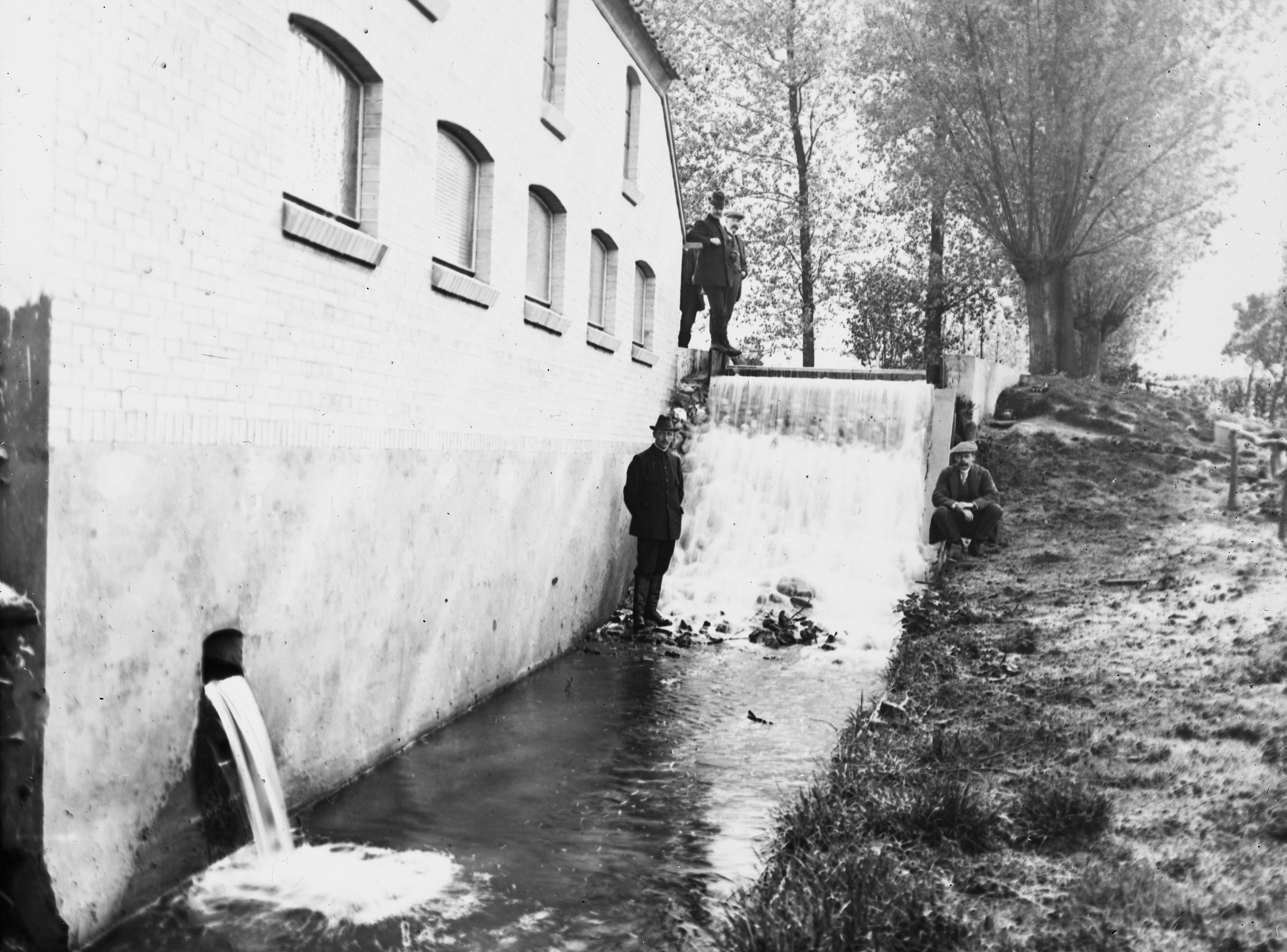
Broedhuis bij waterval
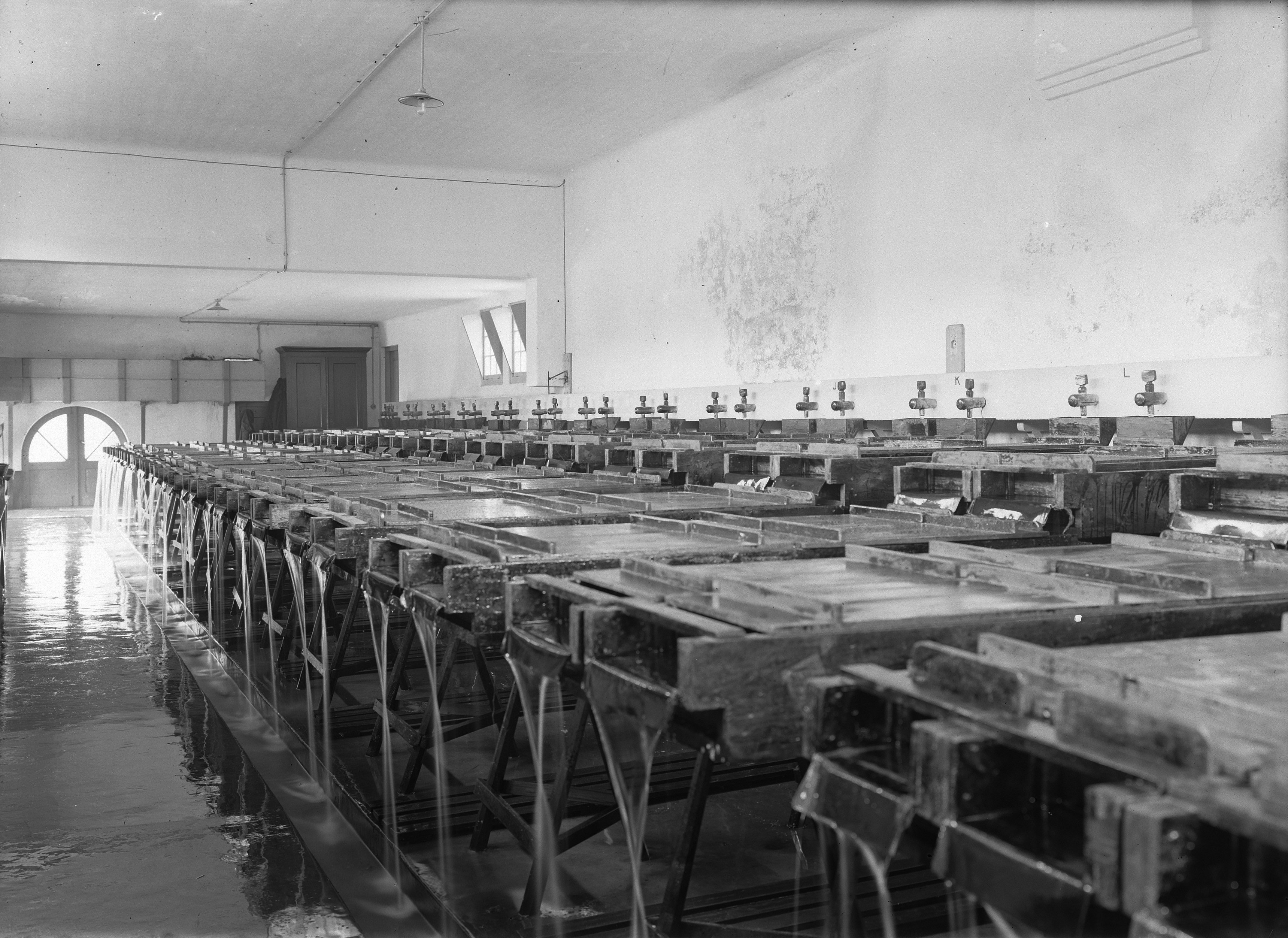
Broedhuis viskwekerij Park Sonsbeek, Arnhem
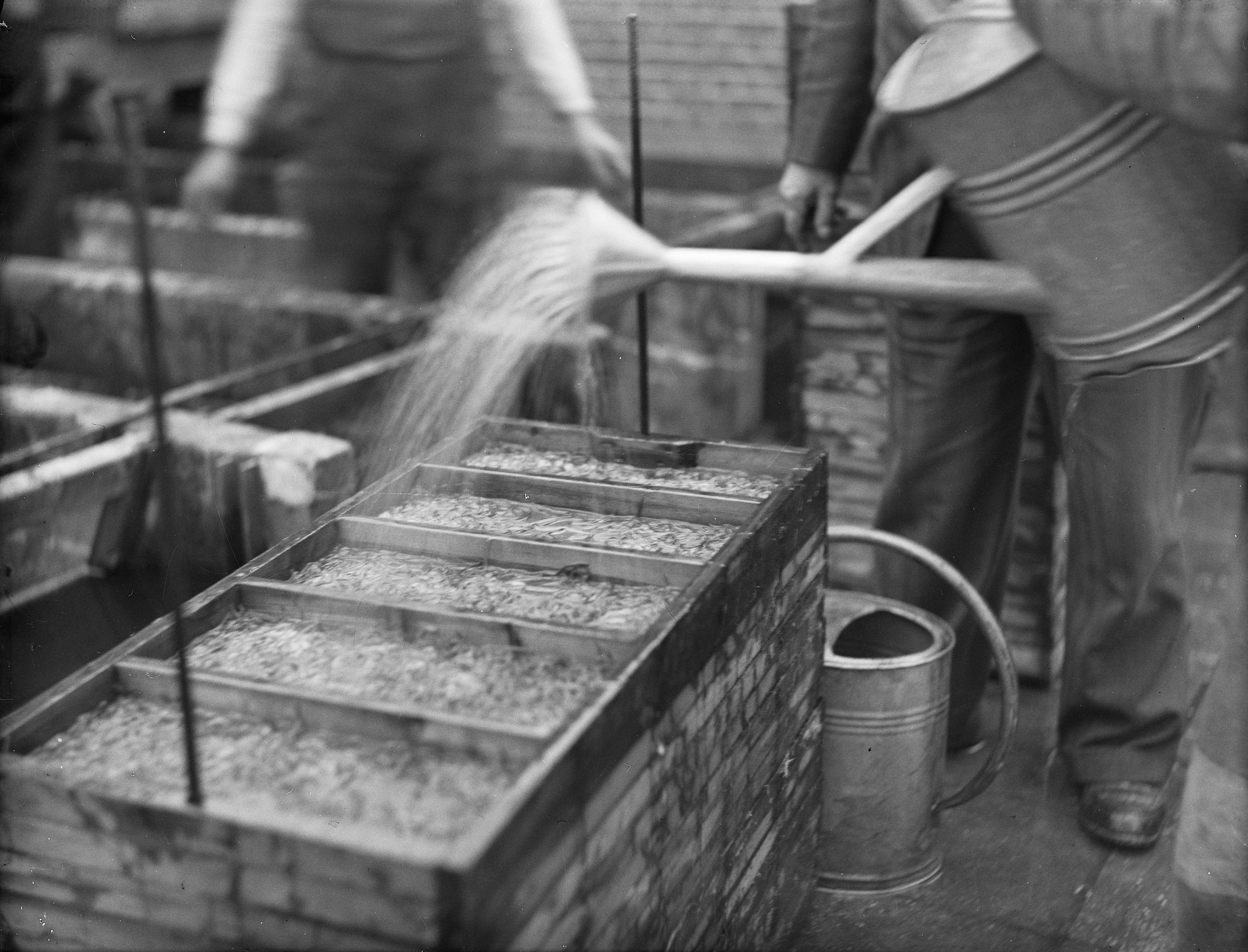
Besproeien bakken met glasaaltjes, Arnhem
Kaart met in rood het gebied van de voormalige viskwekerij bij Lelystad (Visvijverbos)

## Visteelt in Indonesië
In het wetboek Kutara Manawa (1400) werd al onderscheid gemaakt tussen een zoetwater visvijver (siwakan) en een kunstmatige brakwater visvijver aan zee (tambak). In de Nederlandse literatuur uit het begin van de 20e eeuw is uitvoerig over de methoden geschreven.

De zoetwatervisteelt voor eigen gebruik, voornamelijk goudvis, gebeurde op het eigen erf in een kleine vijver met aan- en afvoer van stromend water. Visteelt voor de verkoop gebeurde in grotere vijvers, ook wel terrasgewijs in sawah’s. De pootvis kon zich daar ontwikkelen tussen de rijstplanten. Voor het vangen van de vis werd de sawah vak voor vak drooggelegd. Teelt in afgedamde gedeelten van rivieren of meren had als voordeel dat de vijvers groter konden zijn, maar als nadeel dat droogleggen moeilijker was en dat roofvissen toegang hadden.
De zeevisteelt, voornamelijk aan de noordkust van Java maar ook wel in Sumatra (Atjeh), werd uitgeoefend in kalme binnenzeeën en bij riviermondingen. De waterverversing gebeurde via houten sluisjes, die zo nu en dan bij vloed werden geopend. Er kwamen dan diverse vissoorten naar binnen. De enige die speciaal werd gekweekt voor deze vijvers was de bandeng. Het vangen van de vis gebeurden met schepnetten, nadat de vissen in een kleine ruimte waren samengedreven.
Rijst, mais en maniok hebben een tekort aan eiwitten en de eiwitten in visproducten vormden daarom een belangrijke aanvulling. Ondanks een uitgebreide viswinning was er te weinig vis voor de bevolking. In 1906 richtte de koloniale regering in Jakarta het Laboratorium voor het Onderzoek der Zee op. In 1927 werd een nieuwe Visserijdienst opgericht. Daarbinnen hield het laboratorium zich bezig met zuiver wetenschappelijk onderzoek en de afdelingen Zeevisserij en Binnenvisserij met de praktische zaken rondom visserijbedrijven.
Na 1905 werden de ervaringen die de Heidemij in Nederland had opgedaan geleidelijk ook in Indonesië toegepast. Zo werd de teelt van karpers gestimuleerd en werd er geselecteerd op de gewenste vorm naar het voorbeeld van de Europese edelkarper: veel vlees, weinig kop en graten.
De afdeling Binnenvisserij had in Bandoeng een viskwekerij, waar de mogelijkheden voor schaalvergroting werden bestudeerd. Verder exploiteerde de dienst in Oost-Java twee kwekerijen voor pootvis (karper, zeelt, forel).
In te lang stilstaand water in zoet- en brakwatervijvers ontwikkelden zich gemakkelijk malariamuggen verspreid en afdeling Binnenvisserij spande zich in om dergelijke bedrijven te veranderen in moderne viskwekerijen. Op Sumatra en Sulawesi werden de verbeterde visteelttechnieken overgenomen.
Eind jaren 1970 ging men over op moderne broed- en voermethoden. Zowel de productie van karpers als de in 1969 geïntroduceerde Nijltilapia nam sterk toe. In 1960 kwam ongeveer 10% van de binnenlandse behoefte aan vis uit de visteelt, in 2014 was dat gestegen tot ongeveer 40%. Door de uitbraak van virusziekten onder de geteelde consumptievis stapten veel producenten over op de teelt en export van siervissen.

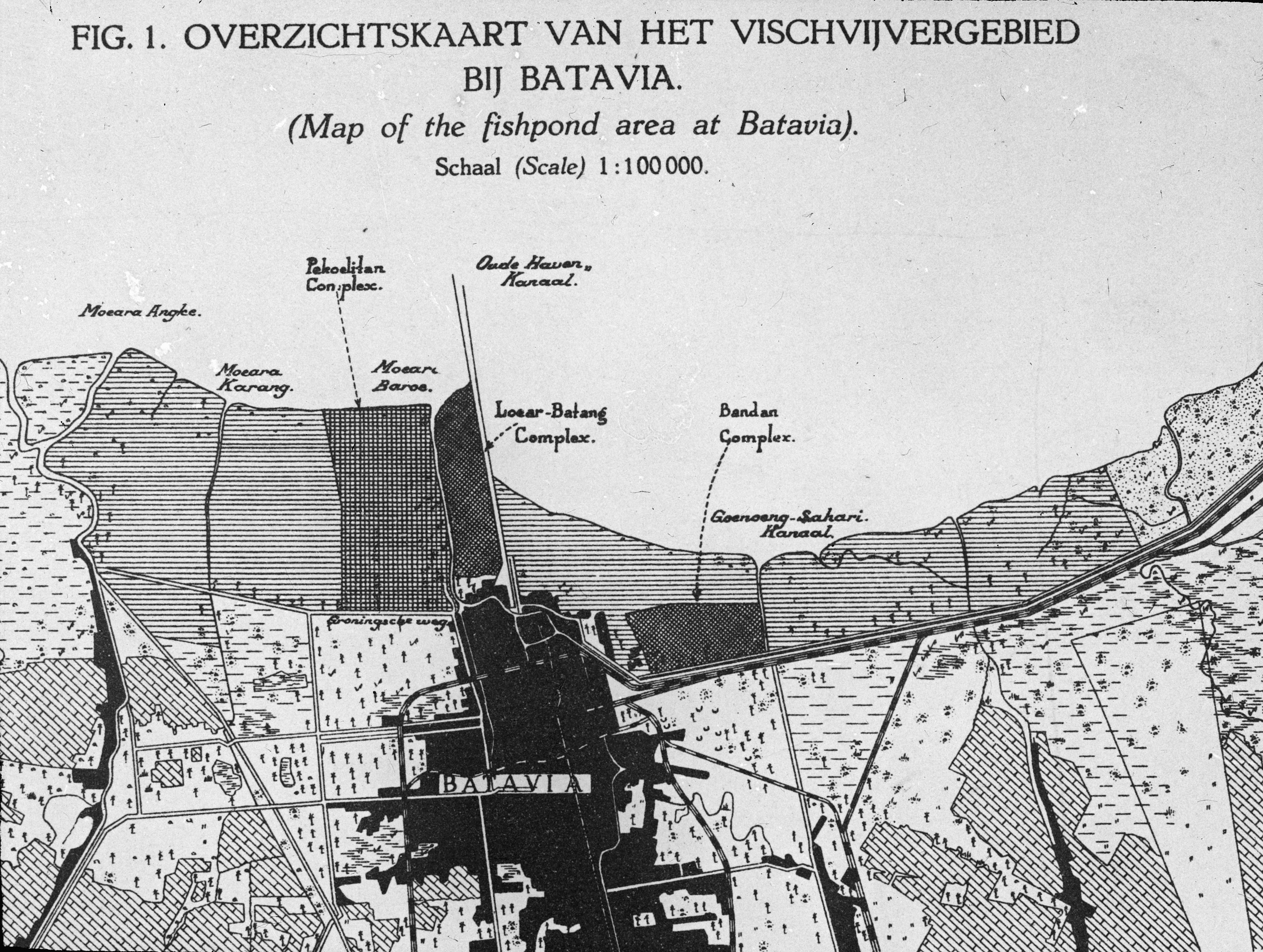
Overzicht visvijvergebied bij Batavia
Visvijvers te Tjipanas bij Garoet
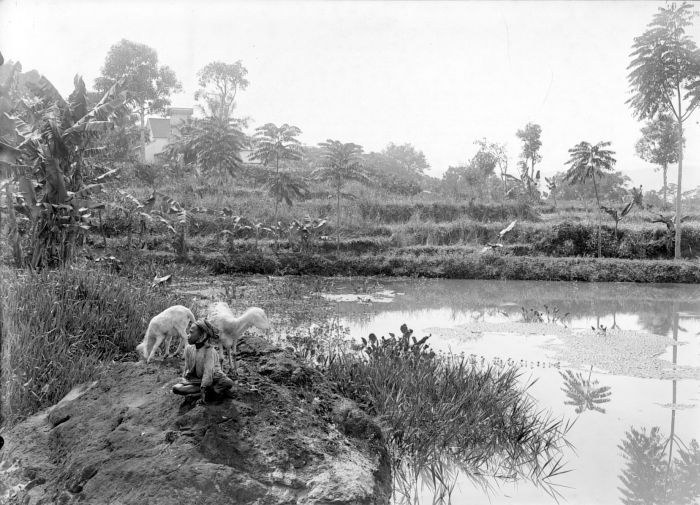
Visvijver in de sawahs
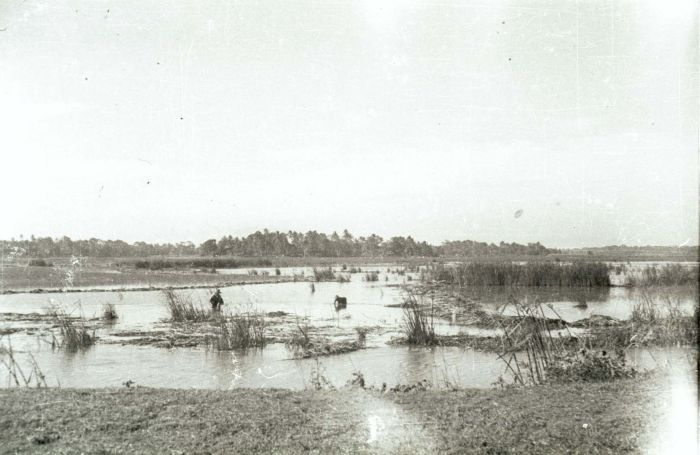
Visvijver in de omgeving van Batavia
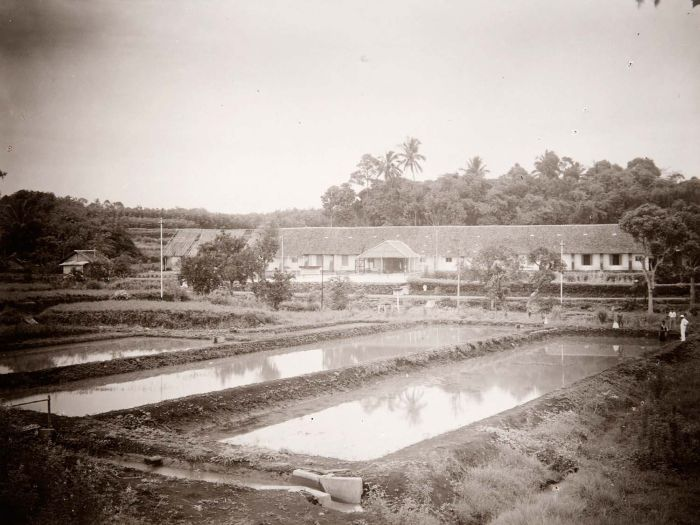
Landbouwopleiding Pantjasan en visvijvers in Buitenzorg
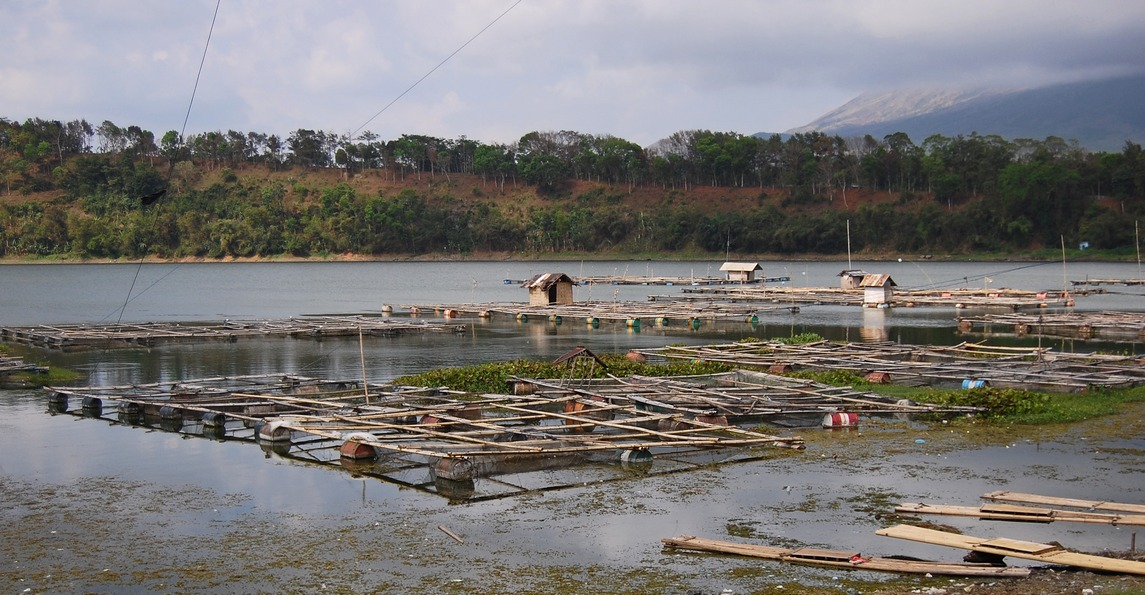
Aquacultuur van de Nijltilapia, Ranupakismeer, Lumajang, Oost-Java
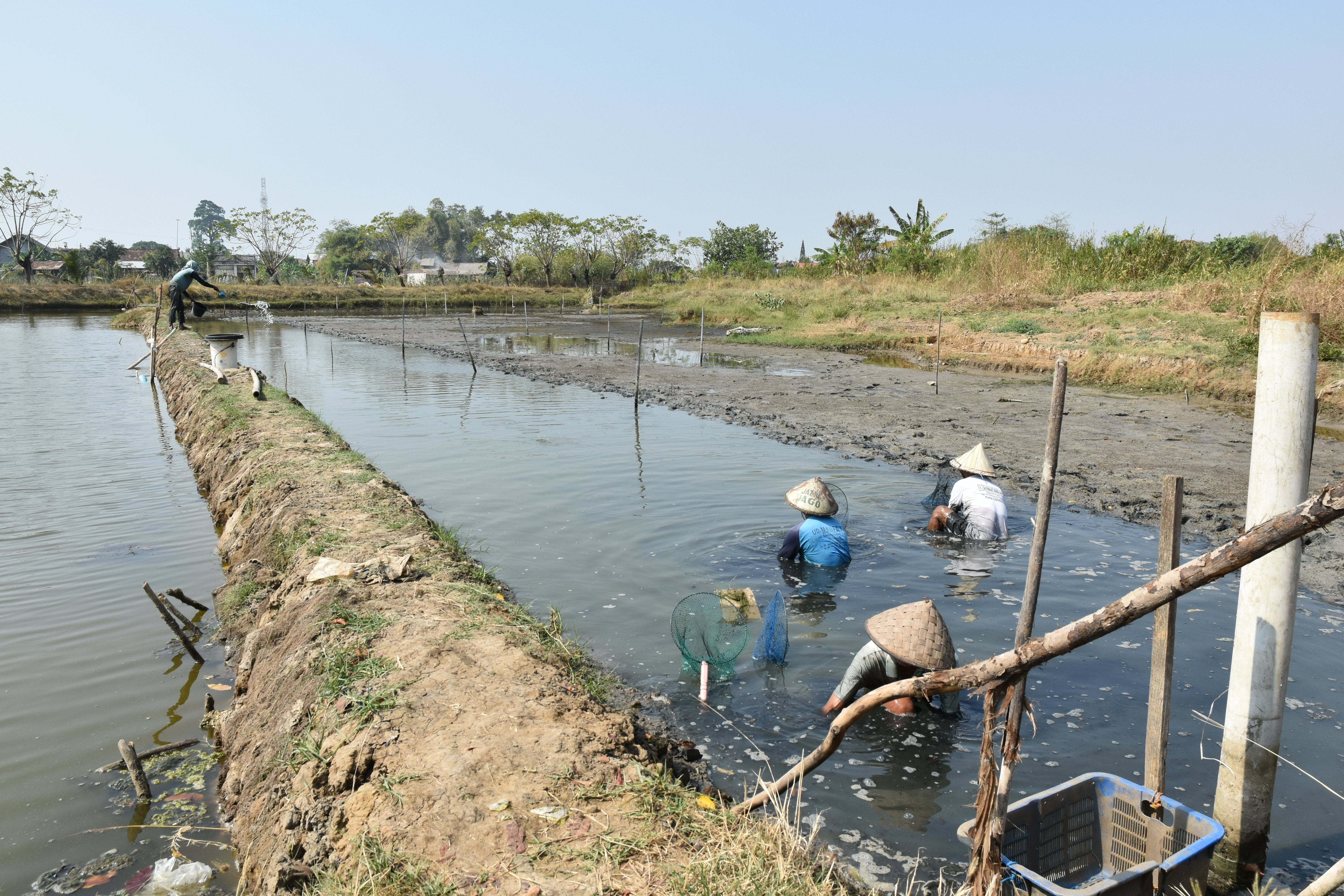
Tambak (brakwatervisserij) een economische pijler in Juwana